# Biểu tình Split 1991
Biểu tình Split 1991 là một cuộc biểu tình đường phố phản đối Quân đội Nhân dân Nam Tư (Jugoslovenska Narodna Armija - JNA) tại Split, Croatia vào ngày 6 tháng 5 năm 1991. Cuộc biểu tình được tổ chức bởi Hiệp hội Công đoàn Croatia tại Xưởng đóng tàu Brodosplit và có sự tham gia của nhiều công nhân cũng như những cư dân của thành phố sau khi đài phát thanh kêu gọi ủng hộ. Tổng cộng, sự kiện đã thu hút 100.000 người ủng hộ.
Cuộc tuần hành dừng chân trước tòa nhà Banovina, nơi JNA đặt trụ sở chính tại Split vào thời điểm đó. Những người biểu tình yêu cầu JNA chấm dứt việc phong tỏa Kijevo. Đụng độ nổ ra ngay phía trước tòa nhà, và một binh sĩ JNA đã thiệt mạng do một phát súng được cho là bắn ra từ đám đông. Bốn người tổ chức cuộc biểu tình đã bị JNA bắt giữ một tháng sau đó, xét xử tại một tòa án quân sự và bị kết án. Những người này được thả vài tháng sau đó trong một cuộc trao đổi tù nhân. Cuộc biểu tình này đã khiến JNA phải rút một phần thiết bị quân sự tại Split đến các địa điểm an toàn hơn và tăng cường khả năng sẵn sàng chiến đấu. Việc vây hãm Kijevo đã được dỡ bỏ thông qua các cuộc đàm phán vài ngày sau cuộc biểu tình.

## Bối cảnh
Năm 1990, sau bầu cử quốc hội Croatia, căng thẳng sắc tộc giữa người Croat và người Serb trở nên tồi tệ hơn. Quân đội Nhân dân Nam Tư đã tước vũ khí của Lực lượng Phòng thủ Lãnh thổ Croatia (Teritorijalna obrana – TO) để giảm thiểu khả năng kháng cự. Vào ngày 17 tháng 8 năm 1990, căng thẳng leo thang đã thành một cuộc nổi dậy của người Serb ở Croatia. Cuộc nổi dậy tập trung ở các khu vực người Serb chiếm đa số ở Dalmatia, xung quanh thành phố Knin, và ở các khu vực Lika, Kordun, Banovina và miền đông Croatia. Sau khi Serbia hai lần xin Đoàn Chủ tịch Nam Tư chấp thuận điều động JNA giải giáp các lực lượng an ninh Croatia không thành công và một cuộc giao tranh không đổ máu giữa quân nổi dậy Serb và cảnh sát đặc nhiệm Croatia, chính JNA đã yêu cầu Đoàn Chủ tịch Liên bang trao quyền thời chiến và ban bố tình trạng khẩn cấp. Yêu cầu đã bị từ chối vào ngày 15 tháng 3 và JNA nằm dưới sự kiểm soát của Tổng thống Serbia Slobodan Milošević. Milošević, một người muốn mở rộng Serbia hơn là giữ lại Nam Tư với Croatia như một đơn vị liên bang, đã công khai đe dọa thay thế JNA bằng quân đội Serbia và tuyên bố không còn công nhận thẩm quyền của Đoàn Chủ tịch liên bang. Mối đe dọa đã khiến JNA dần dần từ bỏ kế hoạch bảo tồn Nam Tư để ủng hộ việc mở rộng Serbia. Vào cuối tháng 3, xung đột leo thang, gây ra những thương vong đầu tiên. JNA đã can thiệp vào ủng hộ phe nổi dậy, và ngăn cản cảnh sát Croatia hành động. Vào đầu tháng 4, các nhà lãnh đạo phe nổi dậy người Serb ở Croatia tuyên bố ý định hợp nhất những khu vực họ kiểm soát, vốn bị Chính phủ Croatia coi là khu vực ly khai, với Serbia.
Vào đầu năm 1991, Croatia không có quân đội chính quy. Để tăng cường khả năng phòng thủ, Croatia đã tăng gấp đôi lực lượng cảnh sát lên khoảng 20.000 người.  Lực lượng hiệu quả nhất là 3.000 cảnh sát đặc nhiệm. Từ tháng 1 năm 1991, người Croat bắt đầu tin rằng JNA đnag giúp đỡ cuộc nổi dậy cuả người Serb. Kế hoạch ban đầu của Tổng thống Croatia Franjo Tuđman là giành được sự ủng hộ của Cộng đồng châu Âu (EC) và Hoa Kỳ. Ông đã bác bỏ đề nghị chiếm doanh trại và kho chứa của JNA, tin rằng Croatia không thể thắng trong cuộc chiến tranh với JNA.

## Diến biến
Nguyên nhân trực tiếp dẫn đến cuộc biểu tình là do cuộc vây hãm Kijevo năm 1991, nơi một đồn cảnh sát Croatia vừa được thành lập, từ ngày ngày 29 tháng 4. Kijevo bị bao vây bởi lực lượng JNA, do Ratko Mladić chỉ huy, và lực lượng người Serb nổi dậy, chặn mọi con đường cũng như ngăn cản vận chuyển hàng thiết yếu đến Kijevo. Tuđman kêu gọi công chúng biểu tình chấm dứt cuộc vây hãm.
Cuộc biểu tình diễn ra vào ngày 6 tháng 5 năm 1991 tại Split, do Hiệp hội Công đoàn Croatia tổ chức tại Xưởng đóng tàu Brodosplit, để đáp lại tuyên bố của Tuđman. Ban đầu chỉ có khoảng 10.000 công nhân xưởng đóng tàu tham gia, nhưng sau đó sự kiện đã thu hút khoảng 100.000 người, từ các xưởng đóng tàu và nhà máy khác ở Split. Họ tham gia một cuộc tuần hành phản đối xuyên thành phố, mang theo quốc kỳ Croatia. Với việc đài phát thanh kêu gọi người dân ủng hộ, ngày càng có nhiều người tham gia. Để ngăn chặn Hải quân Nam Tư can thiệp bằng cách sử dụng vòi rồng, các tàu thuộc công ty Jadrolinija đã cản trở việc tiếp cận cảng. Nhiều người biểu tình tập trung trước cửa tòa nhà Banovina, nơi đặt các trung tâm chỉ huy của Vùng Hải quân JNA và Hải quân Nam Tư vào thời điểm đó, yêu cầu dỡ bỏ việc phong tỏa Kijevo, rút các xe bọc thép đậu trước tòa nhà Banovina và treo cờ Croatia lên nóc tòa nhà.
Trong cuộc biểu tình, đám đông đã đập phá một xe bọc thép và tìm cách tháo một khẩu súng máy gắn trên xe, trong khi một trong những người biểu tình, Ivica Balić, đã kéo quốc kỳ Croatia lên và đám đông hát quốc ca Croatia. Trong cuộc ẩu đả, Saško Gešovski, một binh lính JNA từ Macedonia, đã thiệt mạng do một phát súng từ đám đông. Đến cuối giờ chiều, đám đông gỡ lá cờ Nam Tư khỏi tòa nhà, di chuyển ra xa và giải tán.

## Hậu quả
Ngoài Gešovski, không có ai thiệt mạng trong cuộc biểu tình. Tuy nhiên, có một số binh sĩ JNA đã bị thương. Cái chết của Gešovski đã kích động các cuộc biểu tình ở thủ đô Skopje của Macedonia vào tháng Sáu. Những người biểu tình yêu cầu Tuđman phải chịu trách nhiệm về vụ giết người. Chính phủ Croatia từ chối bày tỏ sự chia buồn trước sự ra đi của Gešovski, và các phương tiện truyền thông Serbia dùng việc này như một minh chứng rằng chính phủ của Tuđman tương tự như chế độ phát xít Ustaše, lực lượng đã kiểm soát Croatia trong Chiến tranh thế giới thứ hai.
Thị trưởng Split là Onesin Cvitan tuyên bố rằng Gešovski đã bị bắn từ bên trong tòa nhà Banovina. Tuy nhiên, điều này lại mâu thuẫn với kết luận từ phòng Luật sư Nhà nước Croatia, cho rằng Gešovski đã bị tấn công bởi một ai đó trong đám đông biểu tình trước tòa nhà. Một cuộc điều tra đã được khởi động nhưng vụ án đã bị hủy bỏ vì thiếu bằng chứng. Cơ quan an ninh của JNA tại Split, do Ljubiša Beara đứng đầu, đã xác định Mato Sabljić, Ivan Begonja, Roland Zvonarić và Branko Glavinović là những người tổ chức cuộc biểu tình nơi vụ giết người xảy ra và bắt giữ họ vào ngày 5 tháng 6. Họ bị đưa ra xét xử tại một tòa án quân sự ở Sarajevo vào ngày 19 tháng 8, và bị kết án từ 1 năm rưỡi đến 8 năm tù. 3 người bị giam ở Foča cho đến ngày 25 tháng 11, khi JNA trao đổi họ  với tù binh chiến tranh của JNA. Cuộc biểu tình được kỷ niệm hàng năm ở Split và một chuyên khảo về sự kiện này đã được xuất bản vào năm 2011.
Sau cuộc biểu tình, JNA đã tăng cường khả năng sẵn sàng chiến đấu cho các đơn vị đồn trú ở Split và các đơn vị khác ở Dalmatia, đồng thời rút một phần pháo binh và nhân viên từ Split về các căn cứ nằm cách xa bờ biển. Vùng Hải quân JNA cũng ra lệnh cho các đơn vị đồn trú tích trữ nước uống và chuẩn bị máy phát điện phòng trường hợp nguồn cung cấp điện bị cắt. JNA sơ tán khỏi Split vào ngày 4 tháng 1 năm 1992, theo các thỏa thuận kết thúc Trận Doanh trại (tiếng Croatia: Bitka za vojarne).
Cuộc vây hãm Kijevo đã được dỡ bỏ vài ngày sau cuộc biểu tình (2 tuần sau khi lệnh phong tỏa được áp dụng) nhờ vào một loạt các cuộc đàm phán giữa hai bên. Tuy nhiên, thỏa thuận này chỉ tồn tại trong thời gian ngắn sau khi các đơn vị JNA một lần nữa tấn công Kijevo, khiến một lượng lớn nhà cửa bị phá hủy. Đây là một trong những lần đầu tiên mà JNA công khai đứng về phía quân nổi dậy người Serb trong Chiến tranh giành độc lập Croatia.

## Trích dẫn
1. ↑  Hoare 2010, tr. 117.
2. ↑  Hoare 2010, tr. 118.
3. ↑  The New York Times 19 August 1990.
4. ↑  ICTY 12 June 2007.
5. ↑  Hoare 2010, tr. 118, 119.
6. ↑  Ramet 2006, tr. 384–385.
7. ↑  Hoare 2010, tr. 119.
8. ↑  The New York Times 3 March 1991.
9. ↑  The New York Times 2 April 1991.
10. ↑  CIA 2002, tr. 86.
11. ↑  CIA 2002, tr. 91.
12. 1 2 3  Woodward 1995, tr. 142.
13. ↑  O'Shea 2005, tr. 214, ghi chú 30.
14. ↑  Gow 2003, tr. 154.
15. 1 2 3 4 5  Slobodna Dalmacija 6 May 2001.
16. 1 2 3  Večernji list 6 May 2010.
17. 1 2 3  Brigović 2011, ghi chú 10.
18. ↑  Brigović 2011, tr. 417–418.
19. ↑  Brigović 2011, tr. 416.
20. 1 2 3  Slobodna Dalmacija 26 March 2011.
21. ↑  Woodward 1995, tr. 453, ghi chú 73.
22. ↑  Sikavica 2000, tr. 139.
23. ↑  Slobodna Dalmacija 12 June 2010.
24. ↑  Brigović 2011, tr. 418.
25. ↑  Brigović 2011, tr. 447.
26. ↑  Gow 2003, tr. 154–155.

## Than khảo
Sách
- Central Intelligence Agency, Office of Russian and European Analysis (2002). Balkan Battlegrounds: A Military History of the Yugoslav Conflict, 1990–1995. Washington, D.C.: Central Intelligence Agency. ISBN 9780160664724. OCLC 50396958.
- Gow, James (2003). The Serbian Project and Its Adversaries: A Strategy of War Crimes. London, England: C. Hurst & Co. ISBN 978-1-85065-646-3.
- Hoare, Marko Attila (2010). "The War of Yugoslav Succession". Trong Ramet, Sabrina P. (biên tập). Central and Southeast European Politics Since 1989. Cambridge, England: Cambridge University Press. tr. 111–136. ISBN 978-1-139-48750-4.
- O'Shea, Brendan (2005). The Modern Yugoslave Conflict 1991–1995: Perception, Deception and Dishonesty. London, England: Routledge. ISBN 978-0-415-35705-0.
- Ramet, Sabrina P. (2006). The Three Yugoslavias: State-Building And Legitimation, 1918–2006. Bloomington, Indiana: Indiana University Press. ISBN 978-0-253-34656-8.
- Sikavica, Stipe (2000). "The Army's Collapse". Trong Udovicki, Jasminka; Ridgeway, James (biên tập). Burn This House: The Making and Unmaking of Yugoslavia. Durham, North Carolina: Duke University Press. tr. 154–174. ISBN 9780822325901.
- Woodward, Susan L. (1995). Balkan Tragedy: Chaos and Dissolution After the Cold War. Washington, D.C.: Brookings Institution Press. ISBN 978-0-8157-9513-1.

Tạp chí khoa học
- Brigović, Ivan (tháng 10 năm 2011). "Odlazak Jugoslavenske narodne armije s područja Zadra, Šibenika i Splita krajem 1991. i početkom 1992. godine" [Departure of the Yugoslav People's Army from the area of Zadar, Šibenik and Split in late 1991 and early 1992]. Journal of Contemporary History (bằng tiếng Croatia). Quyển 43 số 2. Croatian Institute of History. tr. 415–452. ISSN 0590-9597.

Báo chí
- Engelberg, Stephen (ngày 3 tháng 3 năm 1991). "Belgrade Sends Troops to Croatia Town". The New York Times. Lưu trữ bản gốc ngày 2 tháng 10 năm 2013.
- Krnić, Denis (ngày 12 tháng 6 năm 2010). "Beara je sudjelovao u napadu na Split" [Beara took part in an attack on Split]. Slobodna Dalmacija (bằng tiếng Croatia). Lưu trữ bản gốc ngày 1 tháng 12 năm 2013.
- Krnić, Denis (ngày 26 tháng 3 năm 2011). "Dan kada je Split ustao protiv JNA" [Day when Split rose against the JNA]. Slobodna Dalmacija (bằng tiếng Croatia). Lưu trữ bản gốc ngày 18 tháng 3 năm 2012.
- Šetka, Snježana (ngày 6 tháng 5 năm 2001). "Dan kada je ustao Split" [Day when Split rose up]. Slobodna Dalmacija (bằng tiếng Croatia). Lưu trữ bản gốc ngày 1 tháng 12 năm 2013.
- Sudetic, Chuck (ngày 2 tháng 4 năm 1991). "Rebel Serbs Complicate Rift on Yugoslav Unity". The New York Times. Lưu trữ bản gốc ngày 2 tháng 10 năm 2013.
- "Roads Sealed as Yugoslav Unrest Mounts". The New York Times. Reuters. ngày 19 tháng 8 năm 1990. Lưu trữ bản gốc ngày 21 tháng 9 năm 2013.
- Velić, Mario (ngày 6 tháng 5 năm 2010). "Sjećanje na Banovinu" [Remembrance of Banovina]. Večernji list (bằng tiếng Croatia). Lưu trữ bản gốc ngày 1 tháng 12 năm 2013.

Khác
- "The Prosecutor vs. Milan Martic – Judgement" (PDF). Tòa án Hình sự Quốc tế về Nam Tư cũ. ngày 12 tháng 6 năm 2007.